# Bükkszenterzsébet
Bükkszenterzsébet là một thị trấn thuộc hạt Heves, Hungary. Thị trấn này có diện tích 24,86 km², dân số năm 2010 là 1061 người, mật độ 43 người/km².